# Odukeo's band
Odukeo's band /O-duk-e-o, = tall man, ime poglavice,/ jedna od bandi Paviotso Indijanaca koje je prije obitavala oko jezera Carson i Walker u zapadnoj Nevadi. Zajedno s bandom Petodseka koji su živjeli oko istih jezera populacija im je iznosila 1,261. 

## Vanjske poveznice
- Mono-Paviotso Indian Tribe History